# 1947 en Grèce
Chronologie de la Grèce
- 1943
- 1944
- 1945
- 1946
- 1947
- 1948
- 1949
- 1950
- 1951

Cette page concerne les évènements survenus en 1947 en Grèce  :

## Évènement
- Guerre civile grecque (1946-1949).
- 19 janvier : Naufrage du SS Heimara (en).
- 10 février :
  - traité de Paris
  - par le traité de Paris, le Dodécanèse italien est rattaché au royaume de Grèce.
  - Résolution 17 du Conseil de sécurité des Nations unies
- 18 avril : Résolution 23 du Conseil de sécurité des Nations unies
- 6 août : Résolution 28 du Conseil de sécurité des Nations unies
- 15 septembre : Résolution 34 du Conseil de sécurité des Nations unies
- 24 décembre : Bataille de Kónitsa (en) (fin : 15 janvier 1948)

## Sport
- 28 septembre-5 octobre : Championnats méditerranéens d'athlétisme (en) (Stade panathénaïque d'Athènes).
- Coupe de Grèce de football (1946-1947) (en)
- Coupe de Grèce de football (1947-1948) (en)

## Sortie de film
- Marina

## Création
- janvier : Armée de l'air (el)
- 23 avril : Aittitos Spata F.C. (en), club de football.
- 6 septembre : 76e brigade (en)
- 27 décembre : Gouvernement démocratique provisoire

- A.E. Kalampaki F.C. (en), club de football.
- A.O. Agios Nikolaos F.C. (en), club de football.
- Apóllon Pátras, club de basket-ball.
- Asteras Amaliadas-Panopoulo F.C. (en), club de football.
- Cretica Chronica (en), revue académique.
- Daedalus Airlines (en), compagnie aérienne.
- Hellenic Airlines (en), compagnie aérienne.
- Kassandra F.C. (en), club de football.
- Musique de l'armée de l'air hellénique (en)
- Hôpital universitaire AHEPA (en) à Thessalonique.
- Néo Kómma (el), parti politique.
- Odysseas Kordelio F.C. (en), club de football.
- P.A.O. Rouf (en), club de football.
- Garde civile du peuple (en), service de sécurité du Parti communiste.
- Philippos Thessaloniki B.C. (en), club de basket-ball.

## Naissance
- Sofía N. Antonopoúlou, professeure d'université et écrivaine.
- Tákis Charalabídis (el), journaliste, auteur et écrivain grec dans le domaine du sport.
- Kéti Chomatá, chanteuse.
- Angelikí Dágari, peintre et graveuse.
- Theódoros Katsanévas, universitaire et personnalité politique.
- Albértos Nar (el), écrivain et chercheur en histoire juive
- Élena Nathanaíl, actrice.
- Dimítris Loulés (el), historien grec et professeur d'université.
- Emmanouíl Mantás (el), peintre.

## Décès
- Ioánnis Arvanítis (el), banquier et ministre.
- Bruno Bräuer, général nazi.
- Leftéris Chrisiótis (el), communiste, combattant de la résistance, capitaine de l'ELAS pendant la guerre civile.
- Georges II, roi des Hellènes et prince de Danemark.
- Spýros Kalodíkis (el), communiste, docker et membre éminent du KKE.
- Stérgios Koukoutégos (el), connu sous le nom de capitaine Tasos, chef de guerre grec macédonien.
- Friedrich-Wilhelm Müller, général nazi.
- Friedrich Schubert, criminel de guerre allemand, exécuté à Thessalonique.